# لویزه پترله
لویزه پترله (اسلوونیایی: Lojze Peterle؛ زادهٔ ۵ ژوئیهٔ ۱۹۴۸ ‏(۷۶ سال)) یک سیاست‌مدار اهل اسلوونی است.
وی اولین نخست‌وزیر این کشور از می ۱۹۹۰ تا می ۱۹۹۲ بود.وی هم‌چنین رهبر حزب دموکرات مسیحی اسلوونی از زمان تأسیس این حزب در سال ۱۹۹۰ تا ادغام آن با حزب مردمی اسلوونی در سال ۲۰۰۰ بود.وی هم‌اکنون از اعضای پارلمان اروپا است.